# Friedhof Waidhofen an der Thaya

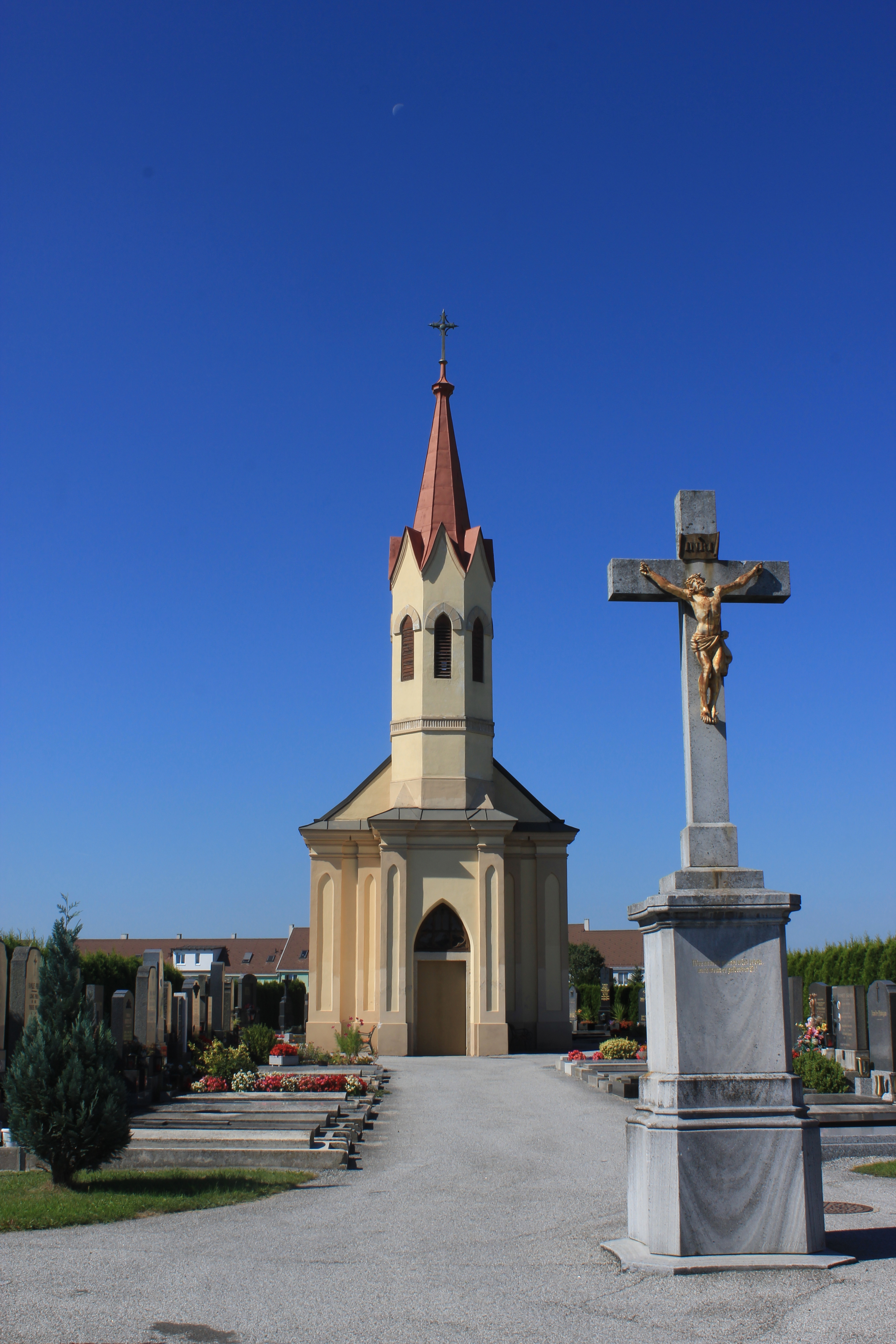
Friedhofskreuz und -kapelle

Der Friedhof Waidhofen an der Thaya befindet sich in zwei Teilen an der Moritz Schadekgasse in der Stadtgemeinde Waidhofen an der Thaya im Waldviertel in Niederösterreich.

## Geschichte
Der Vorgängerfriedhof an der Stelle des derzeitigen Krankenhauses wurde 1620 geweiht. Der Friedhof wurde 1719 und 1783 erweitert und 1904 aufgelassen.
1870/1879 wurde der hier beschriebene Friedhof an der Straße nach Wohlfahrts erbaut. 1892 erhielt er mit dem Jüdischen Friedhof Waidhofen an der Thaya eine Erweiterung mit einem Zugangsweg jenseits der Straße.

## Friedhof
Im anfänglichen östlichen Teil steht eine Aufbahrungshalle mit einer historistischen Giebelfassade aus dem späten 19. Jahrhundert.
Im neueren Teil steht eine Friedhofskapelle aus 1881 als neugotischer Kirchenbau mit einem Fünfachtelschluss und einem vorgestellten Fassadenturm. Der Turm zeigt sich durch eine einheitliche Gliederung mit Mauerpfeilern und bekrönenden Spitzbogenfenstern mit einem Achteckaufsatz und einem Giebelspitzhelm. Das Kapelleninnere zeigt im Hauptjoch ein Sterngratgewölbe. Der Altar ist ein Wimperg-Retabel und zeigt das Bild Auferstehung von Franz Mayerhofer.
Im Friedhof gibt es den Gruftbau der Freiherren von Gudenus mit einer späthistoristischen Ädikula aus 1892.